# Rhodocoma arida
Rhodocoma arida är en gräsväxtart som beskrevs av Hans Peter Linder och Vlok. Rhodocoma arida ingår i släktet Rhodocoma och familjen Restionaceae. Inga underarter finns listade i Catalogue of Life.